# Армхи (село)
Армхи́ (ингуш. Мохтӏе) — село в Джейрахском районе Ингушетии. Развивающийся центр туризма и всесезонный курорт Армхи. Входит в Джейрахское сельское поселение.

## География
Расположено на левом берегу реки Армхи.
Ближайшие населённые пункты с постоянным населением: на севере — село Бейни, на западе — райцентр Джейрах, на востоке — село Ляжги.
Рядом с селом находится одноименный курорт (42°48′39″ с. ш. 44°42′27″ в. д.).

## Население
| 2006 | 2007 | 2008 | 2009 | 2010 | 2011 | 2012 |
| ---- | ---- | ---- | ---- | ---- | ---- | ---- |
| 128  | ↗130 | ↗133 | ↗136 | ↗153 | ↘128 | ↗136 |
| 2013 | 2015 | 2016 | 2019 | 2024 |      |      |
| ↗140 | ↗156 | ↗158 | ↗162 | ↗287 |      |      |